# Премия Кейна
Премия Кейна за африканское литературное произведение (англ. The Caine Prize for African Writing) присуждается ежегодно с 2000 года писателям из Африки за рассказ на английском языке. В связи с географическим принципом отбора участников премии, а также с тем, что она учреждена в честь бывшего президента оргкомитета британской премии Букер, Премию Кейна часто также называют «Африканским Букером».

## О премии
После смерти Майкла Гарриса Кейна его вдова, баронесса Эмма Николсон Уинтерборн, учредила премию его имени для писателей из Африки (тех, кто родился в Африке, является гражданином одной из африканских стран или ребёнком родителей, эмигрировавших из Африки). Премия вручается за рассказы объёмом от 3 до 10 тысяч слов, написанные на английском языке.
Первое вручение премии состоялось в 2000 году на Зимбабвийской международной книжной ярмарке в Хараре. С тех пор она вручается в разных странах ежегодно.
В связи с тем, что не существует специального фонда для поддержки премии Кейна, средства для её работы собираются ежегодно через пожертвования. Среди покровителей премии — африканские лауреаты Нобелевской премии по литературе Воле Шойинка, Надин Гордимер и Джозеф Максвелл Кутзее.
Любопытно, но из всего многообразия африканских стран, Нигерия бывает представлена в списке лауреатов премии Кейна чаще всего: из 22 прошедших на сегодняшний день вручений — 7 премий ушли писателям именно этой страны. А в 2013 году и вовсе все пять шортлистеров были нигерийцами.

## Лауреаты Премии Кейна[6]
| Год  | Писатель                 | Рассказ                                                                           | Страна       |
| ---- | ------------------------ | --------------------------------------------------------------------------------- | ------------ |
| 2000 | Лейла Абулела            | Музей / The Museum                                                                | Судан        |
| 2001 | Хелон Хабила             | Стихи о любви / Love Poems                                                        | Нигерия      |
| 2002 | Биньяванга Вайнайна      | Открывая дом / Discovering Home                                                   | Кения        |
| 2003 | Ивонн Адхиамбо Овур      | Вес шёпота / Weight of Whispers                                                   | Кения        |
| 2004 | Брайан Чиквава           | Алхимия Седьмой улицы / Seventh Street Alchemy                                    | Зимбабве     |
| 2005 | Сегун Афолаби            | Утро понедельника / Monday Morning                                                | Нигерия      |
| 2006 | Мери Уотсон              | Дева / Jungfrau                                                                   | ЮАР          |
| 2007 | Моника Арак де Ньеко     | Джамболан / Jambula Tree                                                          | Уганда       |
| 2008 | Генриетта Роуз-Инесс     | Яд / Poison                                                                       | ЮАР          |
| 2009 | И. Си. Осонду            | Ожидание / Waiting                                                                | Нигерия      |
| 2010 | Олуфеми Терри            | Дерущиеся дни / Stickfighting Days                                                | Сьерра-Леоне |
| 2011 | Новайолет Булавайо       | Помешанные на Будапеште / Hitting Budapest                                        | Зимбабве     |
| 2012 | Ротими Бабатунде         | Бомбейская республика / Bombay’s Republic                                         | Нигерия      |
| 2013 | Топе Фоларин             | Чудо / Miracle                                                                    | Нигерия      |
| 2014 | Оквири Одуор             | Голова моего отца / My Father’s Head                                              | Кения        |
| 2015 | Намвали Серпелл          | Мешок / The Sack                                                                  | Замбия       |
| 2016 | Лидудумалингани Мкоботхи | Воспоминания, которые мы потеряли / Memories We Lost                              | ЮАР          |
| 2017 | Бушра Эльфадил           | История о девочке, чья птица улетела / The Story of the Girl Whose Bird Flew Away | Судан        |
| 2018 | Макена Онжерика          | Fanta Чёрная смородина / Fanta Blackcurrant                                       | Кения        |
| 2019 | Лесли Ннека Арима        | С содранной кожей / Skinned                                                       | Нигерия      |
| 2020 | Иреносен Окойе           | Fanta Грейс Джонс / Grace Jones                                                   | Нигерия      |
| 2021 | Мерон Хадеро             | Уличная уборка / The Street Sweep                                                 | Эфиопия      |